# Murtaja Baseer
Murtaja Baseer (17 août 1932 - 15 août 2020) est un peintre et artiste bangladais.
Il est connu pour ses œuvres de réalisme abstrait. Il était également poète, auteur, chercheur, numismate et cinéaste,,. En 1980, Il est honoré par l'Ekushey Padak, la deuxième plus haute distinction civile du Bangladesh, puis en 2019 par le Swadhinata Padak, ou Prix du jour de l'indépendance, la plus haute distinction décernée par l'État du Bangladesh.

## Biographie

### Jeunesse et scolarité
Baseer est le fils de Muhammad Shahidullah et Marguba Khatun. Son père, Shahidullah est un érudit et un linguiste.
En 1949, Baseer entre au Collège des arts de Dacca (aujourd'hui Faculté des Beaux-Arts de l'Université de Dhaka). Diplômé en 1954, il étudia à l'Académie des Beaux-Arts de Florence de 1956 à 1958. Il a également étudié la mosaïque et la gravure à l'École nationale supérieure des Beaux-Arts (ENSBA) à Paris de 1971 à 1973,.

### Carrière

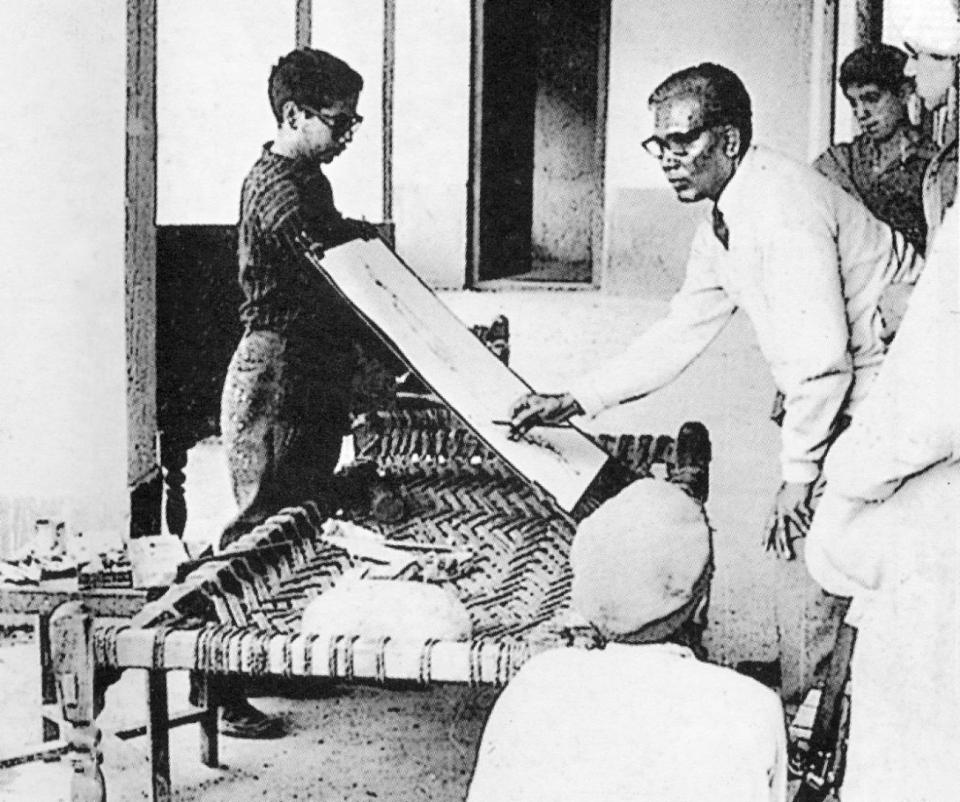
Baseer avec Zainul Abedin en 1962

Baseer a rejoint l'Université de Chittagong (bn) en tant que professeur adjoint des beaux-arts, après son retour de France en 1973, et a exercé comme professeur des beaux-arts, jusqu'à sa retraite en 1998. Il a été actif dans des mouvements politiques de gauche dans les années 1950 et a également été envoyé en prison avant la libération du Bangladesh.

### Décès
Baseer est mort des suite d'une infection au COVID-19 à Dhaka le 15 août 2020, à l'âge de 87 ans, pendant la pandémie de COVID-19 au Bangladesh, deux jours avant son 88e anniversaire,. Il avait cherché à se faire soigner à l'hôpital Evercare. Après sa mort, il a été enterré au cimetière de Banani, à côté de sa femme, Amina Baseer.

## Peintures
Peintre reconnu, Baseer est caractérisé par son style glissant progressivement du réalisme et du semi-réalisme de ses débuts vers le réalisme abstrait. Ses peintures étaient considérées comme militantes. Son style consistant à utiliser des lignes détaillées et des couleurs équilibrées a été décrit comme un commentaire critique sur la société. Sa représentation des femmes bangladaises dans ses peintures met en valeur leur individualité et leur forte personnalité.
La paix est un motif récurrent de ses peintures. Ainsi son collage « No More War » (plus de guerres) fut interprété comme une prise de position contre la guerre en Irak, et son collage « Statue de la Liberté » décrit l'impact de la guerre sur les femmes et les enfants devant fuir leur foyer.
Au nombre de ses influences initiales dans les années 1950 comptaient par exemple les peintres indiens Paritosh Sen (minimalisme) et Dilip Das Gupta (mélange d'aquarelles), ainsi que les peintres de la Renaissance des XIIIe et XIVe siècles (absence de perspectives ou de nuances de lumière).
En 1971, Baseer s'installa à Paris avec sa famille, craignant d'être arrêté au Bangladesh (alors Pakistan oriental) pour son implication dans le mouvement de libération. Sa série « Épitaphe pour les martyrs » a été peinte à cette époque, avec une stylisation inspirée des rues parisiennes comme sombre arrière-plan des martyrs.
En 1987, il reçut une bourse du British Council pour mener des recherches sur l'art populaire et traditionnel du Bangladesh. En 1988, il visita plusieurs musées à Delhi, Calcutta, Banaras et 3 000 villages de neuf districts du Bengale occidental – sous la houlette du Conseil indien pour les relations culturelles (ICCR).
Parmi ses peintures les plus célèbres on peut citer Somnambular Ballad, The Gypsy, Man with Accordion, Girl with Flower. Épitaphe des Martyrs, No More War, Statue de la Liberté, la série Wall et la série Jyoti. Un portrait à l'aquarelle de Baseer est également exposé au musée du Louvre, à Paris, en France. Ses peintures ont été exposées au Bangladesh, au Pakistan, en Amérique, en Europe et dans l'ancienne Union soviétique.

## Auteur et cinéaste
Baseer a écrit plusieurs romans dont Ultramarine (1954), Kanch-er Pakhir Gaan (1969), Mitar Shangey Char Shandha et Amitakkhar. Il collaborait régulièrement à des revues littéraires aujourd'hui disparues comme Dilruba, Samakal et Saogat . Son premier poème publié fut Parbe Na. En 1964, il prend part au film bengali sorti en 1965 Nadi O Nari (La rivière et les femmes) en tant que scénariste, directeur artistique et assistant réalisateur en chef. Il a également été directeur artistique du film ourdou Kaise Kahoon de 1965.
Son ouvrage Mudra O Shilalipir Aloke Banglar Habshi Sultan O Tothkalin Samaj a été publié en 2004. Plusieurs articles de Baseer ont également été publiés dans le Journal de la Numismatic Society of India.

## Distinctions
- Prix National, Festival des Peintures, Cagnes-sur Mer, France (1973)[15]
- Oscar de la Bangladesh Shilpakala Academy (1975)[1]
- Meilleur design de couverture, National Book Centre, Dhaka (1976)
- Ekushey Padak (1980)[1]
- Sultan Padak, Narail (2003)
- Prix Star Lifetime (2016)[8]
- Prix du Jour de l'Indépendance (2019)